# Jenny Tseng
Jenny Tseng (chino: 甄妮, 20 de febrero de 1953), conocida sobre todo en las regiones de habla cantonés como Yan Nei, es una cantante y actriz china, nacida en Macao y que reside en Hong Kong, durante gran parte de su carrera allí inició. Su padre es austriaco, mientras que su madre es china. 

## Carrera
Su repertorio incluye tanto temas musicales cantados en cantonés y mandarín. Grabó varios temas musicales a dúo con Roman Tam, incluyendo la música de la serie de televisión TVB 1982 "The Legend of the Condor Heroes".
En 1976, se casó con el actor de cine y artista marcial Alexander Fu Sheng, después de haber aparecido con él en una película titulada "New Shaolin boxers". Fu Sheng falleció en un accidente automovilístico en 1983. Ella tuvo una hija nacida en 1986. Jenny Tseng estuvo de gira de concierto llamado " "愛 Show: Farewell World Tour", que comenzó en la "HK Arena" y viajó a otros países como Singapur, Taiwán, Malasia y los Estados Unidos.